# Emmanuel Theodosius de la Tour d'Auvergne

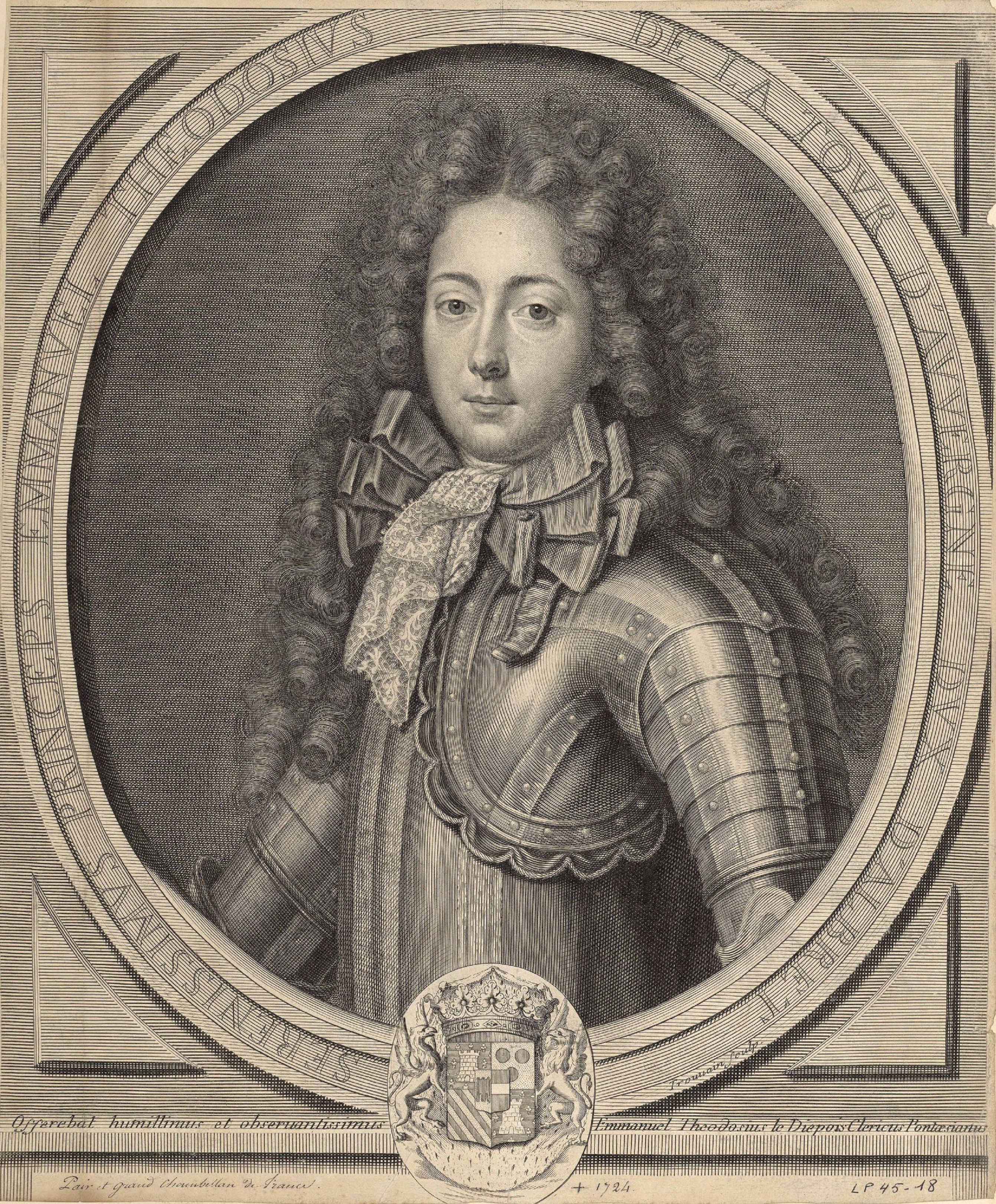
Emmanuel-Theodosius de la Tour d'Auvergne

Emmanuel Theodosius de la Tour d'Auvergne (1668 - 16 mei 1730) was hertog van Bouillon vanaf 1721 tot aan zijn dood.
Hij was een zoon van Godfried Maurits de la Tour d'Auvergne en Maria Anne Mancini, een nicht van Jules Mazarin. Hij huwde in 1696 met Maria Armande Victoire de la Trémoïlle (1677 - 5 maart 1717). Uit dit huwelijk kwamen zeven kinderen:
- Armande (1697-1717)
- Maria-Madeleine (1698-1699)
- doodgeboren kind (1699-1699)
- Godfried-Maurits(1701-1705)
- Frederik-Maurits (1702-1723)
- Maria-Hortense (1704-1725)
- Karel Godfried de la Tour d'Auvergne

## Bron
- Marcel Leroy, de geschiedenis van Bouillon